# Разливная (приток Вики)
Разливная (истор. нем. Friedrichsberger Fließ) — река в России, протекает по территории Озёрского района Калининградской области. Устье реки находится в 11 км от устья реки Вики по правому берегу. Длина реки — 12 км, площадь водосборного бассейна — 37,1 км². Высота устья — 75 м над уровнем моря.

## Данные водного реестра
По данным государственного водного реестра России относится к Балтийскому бассейновому округу, водохозяйственный участок реки — Преголя. Относится к речному бассейну реки Неман и рекам бассейна Балтийского моря (российская часть в Калининградской области).
Код объекта в государственном водном реестре — 01010000212104300010084.